# 塔什考
塔什考，是匈牙利绍莫吉州所辖的一个村。总面积25.98平方公里，总人口405，人口密度15.6人/平方公里（2011年1月1日）。